# Palazzo Recalcati Tagliasacchi
Palazzo Recalcati Tagliasacchi è un palazzo storico di Milano, situato in via Borgonuovo n. 15

## Storia e descrizione
Il palazzo, originario del XV secolo, deve il suo aspetto agli ampi rimaneggiamenti della prima metà del XIX secolo, che lasciarono intatti, su richiesta della commissione d'ornato, solo il portale e i lacunari del cornicione. La facciata ottocentesca si presenta dunque in bugnato rustico: un balcone sovrasta il portale cinquecentesco incorniciato da lesene con mensole a testa di leone; la volta a tutto sesto presenta nella chiave di volta uno scudo. Al piano superiore le finestre sono decorate con cornici a motivi floreali e teste di donne.
Il cortile si presenta porticato su tre lati con colonne di ordine ionico architravate. La casa, commissionata dalla famiglia Calchi, passò di mano prima alla famiglia Recalcati e infine alla famiglia Tagliasacchi nel 1825.